# Van Heutszplein
Het Van Heutszplein is een plein in het centrum van de Nederlandse stad Kampen. Het dankt zijn naam aan de Van Heutszkazerne, die vernoemd is naar Joannes Benedictus van Heutsz. Voorheen was het een exercitieterrein voor de gelegerde troepen, tegenwoordig is het echter een evenemententerrein en parkeerplaats.
Botermarkt ·
Broederweg ·
Buiten Nieuwstraat ·
Burgwal ·
Burgwalstraat ·
Gasthuisstraat ·
Geerstraat ·
Groenestraat ·
Kerkstraat ·
Koornmarkt ·
Muntplein ·
Nieuwe Markt ·
Oude Raadhuisplein ·
Oudestraat ·
Plantage ·
Van Heutszplein ·
Vloeddijk ·
Voorstraat ·
IJsselkade